# Meteorus chilensis
Meteorus chilensis är en stekelart som beskrevs av Porter 1926. Meteorus chilensis ingår i släktet Meteorus och familjen bracksteklar. Inga underarter finns listade i Catalogue of Life.